# D'Hannetaire
D'Hannetaire, pseudonimo di Jean-Nicolas Servandoni (Grenoble, 3 novembre 1718 – Bruxelles, 1º gennaio 1780), è stato un attore teatrale e regista teatrale francese.

## Biografia
Nacque a Grenoble, figlio del pittore fiorentino Giovanni Niccolò Servandoni (noto anche come Jean-Nicolas Servandoni) e di sua moglie Marie-Josèphe Gravier. D'Hannetaire sembra avesse iniziato la sua carriera di attore in Germania, intorno al 1740. Si esibì al castello d'Arolsen, per il principe di  Waldeck, intorno al 1743 e fu ad Aix-la-Chapelle nel 1744, da dove si spostò Liegi verso la fine dell'anno. A novembre rappresentò un Divertissement de chants et de danses per il principe-vescovo Giovanni Teodoro di Baviera e, mentre si trovava a Liegi, sposò l'attrice comica Marguerite-Antoinette Huet (nome d'arte Mademoiselle Danicourt) il 17 febbraio 1745. La coppia arrivò a Bruxelles nell'ottobre del 1745 e D'Hannetaire si esibì  Théâtre de la Monnaie, da cui fu allontanato quattro mesi dopo da  Favart. Lui e sua moglie entrarono alla compagnia di Maurizio di Sassonia e alla fine del 1748 prese di nuovo la via del teatro alla partenza della compagnia francese.
Si esibì poi a Tolosa e Bordeaux, quindi debuttò alla Comédie-Française il 27 aprile 1752 nel ruolo di Orgon ne "Il Tartuffo". Tuttavia, preferì tornare a Bruxelles, nella troupe di Durancy, nella quale gli venne affidato il ruolo di "Manteaux" e "Crispin". Nel 1755 subentrò a Durancy come capo comico della compagnia, e vi rimase fino al 1771, a volte da solo, a volte assieme ad altri attori.
D'Hannetaire e sua moglie ebbero Otto figli, due dei quali divennero noti attori:
- Eugénie (1746–1816), sposò l'attore comico Larive, e fu a lei che il principe de Ligne dedicò le sue Lettres à Eugénie sur les spectacles (1774)
- Angélique (1749–1822), fu amante del viceconte Desandrouins e poi del principe de Ligne.

Nel 1768, rinunciò alla professione di attore e divenne notaio, nel contesto storico della scomunica degli attori da parte della chiesa cattolica "in virtù di un vecchio uso della commedia".  Tuttavia, continuò ad esibirsi come attore a Bruxelles per diversi anni, prima di ritirarsi completamente e morì a Bruxelles.

## Opere
- Observations sur l'Art du Comédien, et sur d'autres objets concernant cette Profession en général, pubblicata in 8 edizioni, prima anonime e poi sotto lo pseudonimo di Dhannetaire (1772, 1774, 1775, 1776, 1778 e 1800).